# Anthony Millar
Anthony G. Millar (* 24. September 1934 in Ballydangan, County Roscommon; † 23. Januar 1993) war ein irischer Politiker der Fianna Fáil, der von 1958 bis 1965 Abgeordneter (Teachta Dála) des Dáil Éireann, des Unterhauses des Parlaments (Oireachtas) war. 

## Leben
Millar war Landwirt. Er wurde 1958 bei den Nachwahlen im Wahlkreis Galway South für den verstorbenen Patrick Beegan in den Dáil Éireann gewählt. Beegan war sein Onkel. Bei den Wahlen 1961 musste er dann im neuen Wahlkreis Galway East antreten, konnte seinen Sitz aber verteidigen. Bei den Wahlen 1965 gelang es ihm dann wiederum, den Sitz zu erringen. Danach trat er nicht mehr zur Wahl an.